# Étoile Michelin
Pour un article plus général, voir Guide Michelin.
L'étoile Michelin est un système de notation des restaurants, désirant distinguer une cuisine de qualité. Cette distinction est publiée dans les guides rouges du fabricant de pneus Michelin. 

## Notation
Le système d'étoiles Michelin est né en 1926. Au début des années 1930, le système a été étendu avec l’ajout des deuxième et troisième étoiles.
Dès 1936, la définition des étoiles était établie (mais reste assez floue dans le détail des critères) : 
- une étoile  : une très bonne table dans sa catégorie;
- deux étoiles  : une cuisine excellente, mérite un détour;
- trois étoiles  : une cuisine exceptionnelle, mérite le voyage.

Cette notation n'a pas changé depuis. Les étoiles ne jugent que ce qui est dans l’assiette ; elles viennent uniquement récompenser la qualité de la cuisine. Il n'y a pas de récompense financière associée à la distinction pour l'établissement l'obtenant, ni, à l'inverse, de coût d'acquisition.
Le guide a introduit également d'autres distinctions progressivement :
- les fourchettes, qui jugent ce qui est autour de l'assiette : le service, le confort, la décoration, ..
- en 1977, le Bib Gourmand, symbolisé par le haut d'un bibendum en rouge, qui veut distinguer le rapport qualité/prix
- puis en 2020, l'étoile verte,  pictogramme vert en forme de trèfle, pour mettre en exergue une approche durable de la gastronomie : qualité de la gestion des déchets alimentaires et du recyclage, utilisation d'ingrédients locaux et de saison, faible empreinte écologique de l'établissement notamment[3].

Pour le journal Le Monde, les innovations récentes telles que le Bib Gourmand et l'étoile verte s'ajoutent à la mise en ligne du site pour tenter d'intéresser davantage un lectorat plus jeune. Pour les générations plus aguerries à l'usage d'internet, les systèmes de notation en ligne, par exemple de TripAdvisor (permettant de réserver mais aussi de noter des lieux touristiques),  de Google, ou d'autres, sont en effet d'un usage plus naturel qu'un guide papier. Ces sites concurrents proposent des avis et des notes décernés directement par des consommateurs (tout au moins dans le principe, ces consommateurs n'étant pas toujours identifiables, même s'il y aurait a priori une chasse aux faux avis ou avis de complaisance). Les restaurants mis en avant par Michelin n'y sont pas, d'ailleurs, systématiquement bien notés, soit en raison des différences de critères entre les inspecteurs Michelin et ceux des consommateurs, soit aussi parce qu'ils sont souvent considérés comme des établissements de luxe par les consommateurs « lambda ». Le guide Michelin a signé également des accords de partenariats avec le groupe TripAdvisor.